# 布坎南 (密歇根州)
布坎南（英語：Buchanan）是一個位於美國密歇根州貝林縣的城市。

## 人口
根據2020年美國人口普查的數據，布坎南的面積為6.71平方千米，當中陸地面積為6.53平方千米，而水域面積為0.18平方千米。當地共有人口4300人，而人口密度為每平方千米641人。